# Urbain Lefebvre
Pour les articles homonymes, voir Lefebvre.
Urbain Lefebvre est un prêtre catholique français, né à Tours le 21 janvier 1725, et massacré à Paris le 2 septembre 1792 lors des massacres de Septembre dans la prison des Carmes.
Il est, parmi les 191 chrétiens massacrés à Paris au mois de septembre 1792 et béatifiés le 17 octobre 1926, le seul qui appartînt durant quinze années à la société des missions étrangères de Paris.

## Biographie

### Vocation missionnaire
Urbain Lefebvre, né à Tours le 21 janvier 1725, est âgé de 21 ans lorsqu'il demande à être admis au séminaire des missions étrangères de Paris, dans laquelle il n'est finalement admis qu'après son ordination au sous-diaconat. Diacre en 1748, il entre l'année suivante au séminaire, y est ordonné prêtre et, le 1er décembre 1749, il s'embarque à Port-Louis sur la Baleine, à destination de la Mission du Sichuan. Au mois de juin 1750, il est à Pondichéry et, à la fin de la même année, à Macao. Là, il rencontre Mgr Armand-François Lefebvre, vicaire apostolique de Cochinchine, alors chassé de sa mission par la persécution, qui lui propose d'aller évangéliser le Cambodge. Il ne peut s'y rendre et reste à Macao.

### Pérégrinations en Asie
Désireux de se rendre dans la mission à laquelle il était destiné, il quitte Macao le 6 janvier 1754 et se met en route pour le Sichuan par le Kouangtong, le Yunnan et le Houkouang.
Dès le 30 juillet 1751, il écrit au prêtre chinois André Ly pour l'informer de son voyage ; sa lettre, transmise par Pékin, n'arrive à destination que le 10 mai 1753. André Ly envoie deux de ses chrétiens, Jacques Ouang et Charles Tchao, pour accueillir à Canton le jeune missionnaire et lui servir de guides durant son voyage. Le 23 mars 1754, Urbain Lefebvre débarque à Tchongking et écrit encore au prêtre André Ly, pour l'avertir de son prochain passage dans sa chrétienté de Chintsongping, où il arrive, en effet, le 27 au soir.
Cette arrivée est alors une grande joie pour le prêtre chinois, depuis vingt ans presque seul à évangéliser cette région, au milieu des difficultés. Ensemble, ils célèbrent la fête de Pâques, qui, cette année-là, tombait le 14 avril. 
Le 1er mai, les deux pères partent pour Tchengtou, où ils arrivent le 26 du même mois. Dans son Journal, le P. André Ly constate avec étonnement et satisfaction que nulle part, durant le voyage, le P. Lefebvre n'a été reconnu comme Européen. « Le Père Lefebvre », ajoute-t-il, « travaille tous les jours à l'étude de la langue chinoise et j'espère que d'ici à un an il pourra entendre les confessions et adresser des exhortations aux chrétiens. »

### Emprisonnement et expulsion
Cette espérance ne devait pas se réaliser. Peu après l'installation des deux prêtres à Tchengtou, une dénonciation calomnieuse ayant été faite contre les chrétiens du village de Kouangyuen, au nord de la province, les autorités publiques procèdent à des perquisitions qui amènent à l'arrestation du P. Ly et celle du P. Lefebvre. Le 30 juin 1754, les deux missionnaires, la chaîne au cou et les menottes aux mains, sont conduits à la prison de la ville, où ils sont maintenus pendant quinze jours, après quoi ils sont détenus encore pendant trois mois dans le prétoire. Pendant leur emprisonnement, ils souffrent souvent de la faim, de la soif, sans parler des tortures morales.
Pour se rendre leur juge favorable, ils offrent des présents au préfet du prétoire : l'aiguière et le bassin en cuivre blanc qui avaient servi à Mgr de Martillat, huit bâtons de cire d'Espagne, deux candélabres en cuivre blanc, deux vitraux représentant l'un le roi Louis XIV, l'autre Siu Kolai, premier ministre du temps des Ming.
Enfin le 8 octobre, le P. Lefebvre est libéré, mais il doit quitter le Sichuan et être reconduit à Canton.
Le 12 octobre, le P. Lefebvre, après avoir fait ses adieux à son confrère, quitte Tchengtou et se dirige vers Canton.

### Renvoi au Siam et rappel en France
Arrivé à Canton au commencement de 1755, le P. Lefebvre est remis aux autorités et emprisonné pendant quelque temps ; puis il obtient sa liberté, moyennant qu'il quitterait la Chine, et se rend à Macao. Là, il reçoit l'hospitalité de la Procure de la société des missions étrangères, administrée alors par le P. Le Bon. Celui-ci, qui avait été durant dix ans missionnaire au Siam et qui devait plus tard y retourner comme coadjuteur de Mgr Brigot, puis vicaire apostolique, engage le missionnaire chassé de la Chine à aller évangéliser les Siamois. Le Père y consent et, après un arrêt à Pondichéry, auprès du P. Mathon, en même temps procureur de la Société et provicaire pour le Siam, il arrive à Juthia. Dès qu'il possède suffisamment la langue du pays, il exerce son ministère en diverses fonctions. En 1758, il est rappelé à la fois procureur du séminaire de Mahaphram et curé de la paroisse, lorsqu'une lettre de l'archevêque de Tours le rappelle en France pour prendre soin de sa mère, qui n'avait d'autre soutien que lui. À la fin de cette même année, il quitte Juthia et se rend au port de Mergui, du district de Tenasserim, où il pensait pouvoir s'embarquer pour l'Europe. Il attend longtemps l'occasion favorable. Il y était encore au commencement de 1760 lorsque les Birmans font irruption dans le pays. Avec le P. Andrieux, curé de Mergui, il doit s'enfuir de la ville menacée et les deux missionnaires sont recueillis par un bateau français qui les débarque sur la côte de Coromandel. De Pondichéry, le P. Lefebvre trouve aisément le moyen de regagner la France.
Ce retour rompt le lien qui l'avait attaché à la société des missions étrangères : il cesse d'en faire partie en 1763.

### Martyre en France
On n'a que peu de renseignements sur la suite de sa vie. Il demeure à Paris, où il est attaché au clergé de la paroisse de l'église Saint-Eustache. En 1792, il était chapelain des Hospitalières de la Merci. Arrêté comme suspect, il est massacré à la prison des Carmes le 2 septembre 1792.

## Liens